# Georgică Donici
Georgică Donici (ur. 27 kwietnia 1957 w Gałaczu) – rumuński pięściarz, uczestnik Letnich Igrzysk Olimpijskich w 1980 roku w Moskwie oraz w 1984 w Los Angeles.

## Igrzyska Olimpijskie
Georgică Donici wystąpił na Igrzyskach Olimpijskich w Moskwie w 1980, w wadze półciężkiej. W tych zawodach wygrał z Jean-Paulem Nanga-Ntsahim, reprezentującym Kamerun. W ćwierćfinale przegrał z reprezentantem Polski, Pawłem Skrzeczem.
Cztery lata później wystąpił na Igrzyskach Olimpijskich w Los Angeles również w wadze półciężkiej. W tych zawodach wygrał z Finem Sanim Veom, reprezentującym Togo. W ćwierćfinale przegrał z reprezentantem Jugosławii Antonem Josipoviciem.